# دي إل إي (شركة)
دي إل إي (باليابانية: 株式会社ディー・エル・イー، بالروماجي: Kabushikigaisha Dī Eru Ī) هي شركة واستوديو رسوم متحركة ياباني، تأسس في 27 ديسمبر عام 2001، ويقع مقره في مدينة تشيودا في طوكيو.

## أعمال الاستوديو

### مسلسلات أنمي تلفزيونية
- هاكوكي (2016)
- لوبين الثالث (2018)
- سكويشي! بلاك كلوفر (2019)

## وصلات خارجية
- الموقع الرسمي باللغة اليابانية
- الموقع الرسمي باللغة الإنجليزية
- دي إل إي (شركة) على موقع ANN company (الإنجليزية)